# Wereldkampioenschap superbike van Kyalami 2000
Het wereldkampioenschap superbike van Kyalami 2000 was de eerste ronde van het wereldkampioenschap superbike 2000. De races werden verreden op 2 april 2000 op het Circuit Kyalami nabij Midrand, Zuid-Afrika. Tijdens het weekend kwam enkel het WK superbike in actie, het wereldkampioenschap Supersport was niet aanwezig op het circuit.

## Superbike

### Race 1
| Pos | Nr  | Rijder               | Constructeur | Rondes | Tijd         | Grid | Punten |
| --- | --- | -------------------- | ------------ | ------ | ------------ | ---- | ------ |
| 1   | 2   | Colin Edwards        | Honda        | 25     | 43:21.141    | 2    | 25     |
| 2   | 41  | Noriyuki Haga        | Yamaha       | 25     | +0.133       | 5    | 20     |
| 3   | 1   | Carl Fogarty         | Ducati       | 25     | +0.225       | 3    | 16     |
| 4   | 3   | Troy Corser          | Aprilia      | 25     | +7.847       | 1    | 13     |
| 5   | 7   | Pierfrancesco Chili  | Suzuki       | 25     | +10.012      | 4    | 11     |
| 6   | 6   | Gregorio Lavilla     | Kawasaki     | 25     | +31.194      | 6    | 10     |
| 7   | 12  | Haruchika Aoki       | Ducati       | 25     | +36.190      | 7    | 9      |
| 8   | 9   | Katsuaki Fujiwara    | Suzuki       | 25     | +39.922      | 8    | 8      |
| 9   | 155 | Ben Bostrom          | Ducati       | 25     | +43.431      | 13   | 7      |
| 10  | 19  | Juan Borja           | Ducati       | 25     | +44.398      | 9    | 6      |
| 11  | 13  | Andreas Meklau       | Ducati       | 25     | +56.485      | 12   | 5      |
| 12  | 35  | Giovanni Bussei      | Kawasaki     | 25     | +58.187      | 11   | 4      |
| 13  | 38  | Lance Isaacs         | Ducati       | 25     | +59.603      | 22   | 3      |
| 14  | 5   | Simon Crafar         | Honda        | 25     | +59.772      | 19   | 2      |
| 15  | 10  | Vittoriano Guareschi | Yamaha       | 25     | +1:00.004    | 15   | 1      |
| 16  | 33  | Robert Ulm           | Ducati       | 25     | +1:02.083    | 10   |        |
| 17  | 39  | Alessandro Gramigni  | Yamaha       | 25     | +1:15.438    | 21   |        |
| 18  | 30  | Alessandro Antonello | Aprilia      | 25     | +1:17.454    | 14   |        |
| 19  | 46  | Mauro Sanchini       | Ducati       | 25     | +1:35.847    | 20   |        |
| 20  | 20  | Marco Borciani       | Ducati       | 25     | +1:38.681    | 18   |        |
| 21  | 69  | Jonnie Ekerold       | Honda        | 24     | +1 ronde     | 24   |        |
| 22  | 23  | Jiří Mrkývka         | Ducati       | 24     | +1 ronde     | 25   |        |
| DNF | 24  | Vladimír Karban      | Suzuki       | 18     | Uitgevallen  | 26   |        |
| DNF | 15  | Igor Antonelli       | Kawasaki     | 8      | Uitgevallen  | 23   |        |
| DNF | 32  | Massimo De Silvestro | Kawasaki     | 5      | Uitgevallen  | 27   |        |
| DNF | 501 | Anthony Gobert       | Bimota       | 2      | Uitgevallen  | 16   |        |
| DNS | 4   | Akira Yanagawa       | Kawasaki     | 0      | Niet gestart |      |        |

### Race 2
De oorspronkelijke winnaar Noriyuki Haga werd gediskwalificeerd omdat hij tijdens een dopingcontrole positief testte.
| Pos | Nr  | Rijder               | Constructeur | Rondes | Tijd              | Grid | Punten |
| --- | --- | -------------------- | ------------ | ------ | ----------------- | ---- | ------ |
| 1   | 2   | Colin Edwards        | Honda        | 25     | 43:29.238         | 2    | 25     |
| 2   | 7   | Pierfrancesco Chili  | Suzuki       | 25     | +5.485            | 4    | 20     |
| 3   | 3   | Troy Corser          | Aprilia      | 25     | +10.492           | 1    | 16     |
| 4   | 12  | Haruchika Aoki       | Ducati       | 25     | +23.750           | 7    | 13     |
| 5   | 6   | Gregorio Lavilla     | Kawasaki     | 25     | +27.114           | 6    | 11     |
| 6   | 19  | Juan Borja           | Ducati       | 25     | +30.659           | 9    | 10     |
| 7   | 155 | Ben Bostrom          | Ducati       | 25     | +31.538           | 13   | 9      |
| 8   | 9   | Katsuaki Fujiwara    | Suzuki       | 25     | +31.824           | 8    | 8      |
| 9   | 30  | Alessandro Antonello | Aprilia      | 25     | +44.502           | 14   | 7      |
| 10  | 35  | Giovanni Bussei      | Kawasaki     | 25     | +50.171           | 11   | 6      |
| 11  | 501 | Anthony Gobert       | Bimota       | 25     | +57.871           | 16   | 5      |
| 12  | 13  | Andreas Meklau       | Ducati       | 25     | +58.110           | 12   | 4      |
| 13  | 5   | Simon Crafar         | Honda        | 25     | +1:01.080         | 19   | 3      |
| 14  | 39  | Alessandro Gramigni  | Yamaha       | 25     | +1:03.514         | 21   | 2      |
| 15  | 46  | Mauro Sanchini       | Ducati       | 25     | +1:26.745         | 20   | 1      |
| 16  | 20  | Marco Borciani       | Ducati       | 25     | +1:26.944         | 18   |        |
| 17  | 15  | Igor Antonelli       | Kawasaki     | 25     | +1:37.780         | 23   |        |
| 18  | 69  | Jonnie Ekerold       | Honda        | 24     | +1 ronde          | 24   |        |
| 19  | 38  | Lance Isaacs         | Ducati       | 23     | +2 ronden         | 22   |        |
| DNF | 10  | Vittoriano Guareschi | Yamaha       | 12     | Uitgevallen       | 15   |        |
| DNF | 23  | Jiří Mrkývka         | Ducati       | 12     | Uitgevallen       | 25   |        |
| DNF | 1   | Carl Fogarty         | Ducati       | 10     | Ongeluk           | 3    |        |
| DNF | 33  | Robert Ulm           | Ducati       | 3      | Uitgevallen       | 10   |        |
| DNF | 24  | Vladimír Karban      | Suzuki       | 2      | Uitgevallen       | 26   |        |
| DNF | 32  | Massimo De Silvestro | Kawasaki     | 1      | Uitgevallen       | 27   |        |
| DSQ | 41  | Noriyuki Haga        | Yamaha       | 25     | Gediskwalificeerd | 5    |        |
| DNS | 4   | Akira Yanagawa       | Kawasaki     | 0      | Niet gestart      |      |        |

## Tussenstanden na wedstrijd

### Superbike
| Pos | Nr | Rijder              | Team     | Punten |
| --- | -- | ------------------- | -------- | ------ |
| 1   | 2  | Colin Edwards       | Honda    | 50     |
| 2   | 7  | Pierfrancesco Chili | Suzuki   | 31     |
| 3   | 3  | Troy Corser         | Aprilia  | 29     |
| 4   | 12 | Haruchika Aoki      | Ducati   | 22     |
| 5   | 6  | Gregorio Lavilla    | Kawasaki | 21     |

1998 · 1999 · 2000 · 2001 · 2002 · 2009 · 2010